# Ole Hjelmhaug
Ole Hjelmhaug (Lærdal, 30 settembre 1976) è un allenatore di calcio ed ex calciatore norvegese, di ruolo difensore.

## Carriera

### Giocatore

#### Club

##### Gli inizi al Sogndal
Hjelmhaug ha cominciato la propria carriera con la maglia del Sogndal. Ha giocato 4 partite nel campionato 1993, che si è concluso con la promozione della squadra nell'Eliteserien. Non ha potuto però debuttare nella massima divisione norvegese, poiché non è mai stato impiegato in quell'annata, che si è chiusa con la retrocessione del Sogndal. Ha avuto maggiore spazio nel campionato 1995. Nel 1996 ha contribuito ad una nuova promozione. Il 13 aprile 1997 ha esordito così nell'Eliteserien, segnando anche una rete nel pareggio per 2-2 sul campo del Viking. È rimasto in forza al Sogndal per un'altra stagione.

##### L'esperienza al Bryne
Nel 1999 si è trasferito al Bryne. Ha contribuito alla promozione dello stesso campionato. Ha fatto parte della squadra che è arrivata fino alla finale del  Norgesmesterskapet 2001, persa contro il Viking. Hjelmhaug è rimasto in squadra fino al termine dell'Eliteserien 2003, chiusa con una retrocessione.

##### Il ritorno al Sogndal
Nel 2004 ha fatto ritorno al Sogndal. Al termine della stagione, la squadra è retrocessa nella 1. divisjon. Il difensore è rimasto in squadra per un ulteriore biennio, al termine della quale ha abbandonato l'attività agonistica.

#### Nazionale
Conta una presenza per la Norvegia under 21. Il 4 febbraio 1996, infatti, è stato schierato in campo nella sconfitta per 2-1 contro gli Stati Uniti.

### Allenatore
Il 23 novembre 2009 è stato scelto come nuovo allenatore dello Stord, a cui si è legato con un contratto biennale. Il 16 ottobre 2011 ha rinnovato l'accordo per un'ulteriore stagione.
L'8 luglio 2016, a seguito delle dimissioni di Alf Ingve Berntsen, è stato scelto come nuovo allenatore del Bryne. Il 27 settembre successivo ha rinnovato il contratto con il club fino al 2018, con opzione per un ulteriore prolungamento. Al termine della 30ª ed ultima giornata di quella stessa stagione, il Bryne è retrocesso in 2. divisjon in virtù del 13º posto finale in classifica.
Il 7 dicembre 2017 ha prolungato nuovamente il contratto col Bryne, fino al 31 dicembre 2019 (con opzione per l'anno successivo).
Il 22 agosto 2018 è stato sollevato dall'incarico.

## Statistiche

### Presenze e reti nei club
| Stagione       | Club           | Campionato     | Campionato | Campionato | Coppe nazionali | Coppe nazionali | Coppe nazionali | Coppe continentali | Coppe continentali | Coppe continentali | Supercoppe | Supercoppe | Supercoppe | Totale | Totale |
| Stagione       | Club           | Comp           | Pres       | Reti       | Comp            | Pres            | Reti            | Comp               | Pres               | Reti               | Comp       | Pres       | Reti       | Pres   | Reti   |
| -------------- | -------------- | -------------- | ---------- | ---------- | --------------- | --------------- | --------------- | ------------------ | ------------------ | ------------------ | ---------- | ---------- | ---------- | ------ | ------ |
| 1993           | Sogndal        | 1D             | 4          | 0          | CN              | ?               | ?               | -                  | -                  | -                  | -          | -          | -          | ?      | ?      |
| 1994           | Sogndal        | ES             | 0          | 0          | CN              | ?               | ?               | -                  | -                  | -                  | -          | -          | -          | ?      | ?      |
| 1995           | Sogndal        | 1D             | 22         | 1          | CN              | ?               | ?               | -                  | -                  | -                  | -          | -          | -          | ?      | ?      |
| 1996           | Sogndal        | 1D             | 11         | 0          | CN              | ?               | ?               | -                  | -                  | -                  | -          | -          | -          | ?      | ?      |
| 1997           | Sogndal        | ES             | 23         | 2          | CN              | ?               | ?               | -                  | -                  | -                  | -          | -          | -          | ?      | ?      |
| 1998           | Sogndal        | ES             | 16         | 1          | CN              | ?               | ?               | -                  | -                  | -                  | -          | -          | -          | ?      | ?      |
| 1999           | Bryne          | 1D             | 21         | 3          | CN              | ?               | ?               | -                  | -                  | -                  | -          | -          | -          | ?      | ?      |
| 2000           | Bryne          | ES             | 17         | 1          | CN              | ?               | ?               | -                  | -                  | -                  | -          | -          | -          | ?      | ?      |
| 2001           | Bryne          | ES             | 25         | 4          | CN              | ?               | ?               | -                  | -                  | -                  | -          | -          | -          | ?      | ?      |
| 2002           | Bryne          | ES             | 21         | 1          | CN              | ?               | ?               | -                  | -                  | -                  | -          | -          | -          | ?      | ?      |
| 2003           | Bryne          | ES             | 26         | 2          | CN              | ?               | ?               | -                  | -                  | -                  | -          | -          | -          | ?      | ?      |
| Totale Bryne   | Totale Bryne   | Totale Bryne   | 110        | 11         |                 | ?               | ?               |                    | -                  | -                  |            | -          | -          | ?      | ?      |
| 2004           | Sogndal        | ES             | 18         | 0          | CN              | 2               | 0               | -                  | -                  | -                  | -          | -          | -          | ?      | ?      |
| 2005           | Sogndal        | 1D             | 29         | 6          | CN              | ?               | ?               | -                  | -                  | -                  | -          | -          | -          | ?      | ?      |
| 2006           | Sogndal        | 1D             | 28         | 6          | CN              | ?               | ?               | -                  | -                  | -                  | -          | -          | -          | ?      | ?      |
| Totale Sogndal | Totale Sogndal | Totale Sogndal | 151        | 16         |                 | ?               | ?               |                    | -                  | -                  |            | -          | -          | ?      | ?      |
| Totale         | Totale         | Totale         | 261        | 27         |                 | ?               | ?               |                    | -                  | -                  |            | -          | -          | ?      | ?      |